# Cheiloneurus molokaiensis
Cheiloneurus molokaiensis är en stekelart som först beskrevs av William Harris Ashmead 1901.  Cheiloneurus molokaiensis ingår i släktet Cheiloneurus och familjen sköldlussteklar. Inga underarter finns listade i Catalogue of Life.